# Мамирсуський сільський округ
Мамирсу́ський сільський округ (каз. Мамырсу ауылдық округі, рос. Мамырсуский сельский округ) — адміністративна одиниця у складі Аягозького району Абайської області Казахстану. Адміністративний центр — село Мамирсу.
Населення — 2875 осіб (2021; 3003 у 2009, 3704 у 1999, 3094 у 1989).
Станом на 1989 рік існувала Сергіопольська сільська рада (села Батпак, Будьонне, Когульдір, Сергіополь). До 2007 року сільський округ називався Сергіопольським.

## Склад
До складу округу входять такі населені пункти:
| Населений пункт   | Старі назви | Населення, осіб (1989) | Населення, осіб (1999) | Населення, осіб (2009) | Населення, осіб (2021) |
| ----------------- | ----------- | ---------------------- | ---------------------- | ---------------------- | ---------------------- |
| Батпак, село      | -           | 243                    | 136                    | 61                     | 25                     |
| Бозай, село       | Будьонне    | 543                    | 461                    | 435                    | 387                    |
| Мамирсу, село     | Сергіополь  | 2211                   | 3107                   | 2502                   | 2462                   |
| --Когульдір, село | -           | 97                     | 21                     | 5                      | 1                      |